# La noche al habla (serie)
La noche al habla fue una serie de Adolfo Marsillach de misterio de 8-9 episodios de 60 minutos de estructura antológica sobre relatos de William Irisch. Se emitió quincenalmente entre el 13 de diciembre de 1963 y el 17 de abril de 1964 en la Primera Cadena de Televisión Española los viernes a las 23 horas.  Marcos Reyes hizo la realización.

## Contenido
Esta serie de crímenes y misterio fue un programa del que Marsillach apenas ha hablado. Dentro de su primera etapa en TVE, fue su creación televisiva más insólita y su mayor fracaso. Se rodó y emitió entre noviembre de 1963 y abril de 1964 al mismo tiempo que Fernandez Punto y Coma, pero con una periodicidad de 15 días, algo poco habitual. Además, los episodios pasaron de la duración acostumbrada en la serires de Marsillach de media hora a la hora. También fue el primer y último caso en el que Marsillach produjo, presentó y dirigió una serie basada en adaptaciones literarias. En este caso, se trató de relatos de William Irisch. El título La noche al habla nos recuerda, naturalmente, la película 091, policía al habla (1960), dirigida por José María Forqué y que protagonizó el propio Adolfo Marsillach. También guarda relación con la series de Hitchcock para televisión, pues, de hecho, Adolfo Marsillach solo actuaba de sí mismo presentando los capítulos.

En principio, estaba previsto que la serie alcanzase los 26 episodios, pero se canceló sin que llegasen a emitirse los 13 episodios de una temporada. Como decíamos, fue una serie excepcional cuyas excepciones respecto a series anteriores explican su fracaso: Marsillach no interpreta, el formato es 60 minutos, la periodicidad es quincenal, el género es el misterio y compite en desventaja con: 1) una serie norteamericana en la misma clave y, dado que es la primera vez que Marsillach tiene dos series emitiéndose al mismo tiempo, 2) compite consigo mismo, es decir, hay una sobreexposición en la pantalla extraña, pues los espectadores ven el domingo Fernandez Punto y Coma, y reconocen en ella una serie a la manera de Marsillach, pero no sucede lo mismo cuando los viernes ven La noche al habla. Dice Marsillach en una entrevista en la que se cuida de no mencionar esta serie:
De momento no hago más televisión esta temporada para no cansar al público y para no cansarme yo mismo. Por eso me tomo un descanso, y no sé cuándo volveré. No tengo nada contra Televisión Española, ni sus directivos contra mí. Me urge aclarar este punto.

## Reparto
María del Puy, Luis Peña, Javier Loyola, Manuel Escalera, Pedro Sempson, María Dolores Pradera, Fernando Rey, Ana Casares, Mary Luz Torrenova, Alberto Sola, Manuel Dicenta, Irene Gutiérrez Caba, Fernando Nogueras, Daniel Dicenta, Jorge Cuadros, Tina Sainz, Luisa Sala...

## Lista de episodios
- No quisiera estar en tus zapatos (13-12-1963)
- En la boca del león (10-1-1964).
- Saint-Luis Blus (24-1-1964)
- Proyecto para matar (7-2-1964)
- Charlie saldrá esta noche (21-2-1964)
- ----------  (6-3-1964)
- Su seguro servidor y asesino (20-3-1964)
- Quiniela de asesino (3-4-1964)
- El poniente (17-4-1964)